# Unico
Unico (ユニコ, Yuniko) is een shojo manga en een animepersonage van Osamu Tezuka. Unico is een baby eenhoorn met een witte vacht en roze manen. Zijn speciale gave is het vrolijk maken van levende wezens.
Unico's vriendjes zijn onder meer Beezle de Schotse duivel, Chao het naïeve kleine katje dat een mensenmeisje wil zijn en magie wil leren, een pittige kleine Sfinx en een groothartig mensenmeisje genaamd Cheri.
Unico verscheen in verscheidene stripverhalen van Tezuka. Unico's verhalen hebben doorgaans een ecologische boodschap. De oorspronkelijke Unico manga werd gepubliceerd in het Ririka (Lyrica) tijdschrift van Sanrio, dit van 1976 tot 1979. In 1984 werd de strip opnieuw uitgegeven door Shogakukan als onderdeel van een educatief tijdschrift voor kinderen.
Unico kende verscheidene animatiefilms:
- Unico: Black Cloud and White Feather (Tezuka Productions, 1979).
- The Fantastic Adventures of Unico (Madhouse, 1981).
- Unico in the Island of Magic (Madhouse, 1983).
- Saving Our Fragile Earth.

## Verhaal
Unico's gave om anderen blij te maken brengt hem in de problemen: de goden vinden dat enkel zij recht hebben op een gave die de emoties van andere wezens kan beïnvloeden. De goden sturen daarom de Westenwind naar de aarde om Unico te verbannen naar de Heuvel der Vergetelheid. De Westenwind heeft echter medelijden met Unico en weigert het gebod van de goden. Dit maakt de goden woedend. Ze sturen de Nachtwind naar de aarde om Unico gevangen te nemen. Telkens wanneer de goden Unico vinden, wist de Westenwind Unico's geheugen en brengt hij het eenhoorntje naar een andere locatie om hem te beschermen van zijn vijanden.
In de film uit 1979 is Unico het huisdier van Psyche, het mooiste sterfelijke meisje op Aarde, en bracht hij haar eeuwig geluk. Venus werd echter jaloers op Psyche vanwege haar schoonheid en kidnapte Unico om Psyche ongelukkig te maken. Venus droeg de Westenwind op om Unico te kidnappen en zijn geheugen te wissen.

## Internationale manga
Sinds 2024 wordt een internationale manga van Unico uitgegeven, geschreven door stripboekschrijver Samuel Sattin en getekend door het Japanse artiestenduo Gurihiru. Deel 1 heet Unico - Het begin (Engels: Unico: The Awakening, Japans: ユニコ: 目覚めのおはなし). Elk deel heeft een andere titel, maar in het Engels wordt vaak naar de hele reeks verwezen met de titel van het 1e deel.
Deel 1 is in het Engels en Japans oorspronkelijk uitgekomen via Kickstarter in 2024. Vanaf augustus 2024 verschijnt de serie in de Verenigde Staten bij Scholastic. Vanaf 27 november 2024 verschijnt de serie bij Uitgeverij De Fontein in het Nederlands.
| Nr. | Titel     | Nederlandse uitgave                 |
| --- | --------- | ----------------------------------- |
| 1   | Het begin | 27 november 2024 ISBN 9789026175770 |
| 2   | De jacht  | 9 september 2025 ISBN 9789026176425 |